# Не SI-одиниці, що згадуються у SI
Не SI-одини́ці, що зга́дуються у SI (англ. Non-SI units mentioned in the SI) — одиниці вимірювання фізичних величин, що не увійшли до Міжнародної системи одиниць але прийняті для використання у ній.
Тут подано список одиниць, які не визначені як частина Міжнародної системи одиниць (SI), однак згадуються у Брошурі SI, перелічені як прийнятні для використання разом із одиницями SI або для пояснення.

## Одиниці, офіційно прийняті для використання із SI
| Назва                | Позначення    | Величина                                        | В одиницях SI                               |
| -------------------- | ------------- | ----------------------------------------------- | ------------------------------------------- |
| хвилина              | хв, min       | час                                             | 1 хв = 60 с                                 |
| година               | год, h        | час                                             | 1 год = 60 хв = 3 600 с                     |
| доба                 | до., d        | час                                             | 1 доб = 24 год = 1440 хв = 86 400 с         |
| астрономічна одиниця | а.о., au      | довжина                                         | 1 а.о. = 149 597 870 700 м                  |
| градус               | °             | плоский кут і фаза коливань                     | 1° = (π/180) рад                            |
| кутова мінута        | ′             | плоский кут і фаза коливань                     | 1′ = (1/60)° = (π/10 800) рад               |
| кутова секунда       | ″             | плоский кут і фаза коливань                     | 1″ = (1/60)′ = (1/3 600)° = (π/648 000) рад |
| гектар               | га, ha        | площа                                           | 1 га = 10 000 м2                            |
| літр                 | л, l, L       | об'єм                                           | 1 л = 1 дм3 = 1 000 см3 = 0,001 м3          |
| тонна                | т, t          | маса                                            | 1 т = 1 Мг = 1 000 кг                       |
| атомна одиниця маси  | а.о.м., u, Da | маса                                            | 1 а.о.м. = 1,66053906660(50)×10−27 кг       |
| електронвольт        | еВ, eV        | енергія                                         | 1 еВ = 1602176634×10−19 Дж                  |
| непер                | Нп, Np        | логарифм співвідношення двох однорідних величин | —                                           |
| бел, децибел         | Б, дБ, B, dB  | логарифм співвідношення двох однорідних величин | —                                           |

Префікси SI можна використовувати з деякими з цих одиниць, але не можуть використовуватись з одиницями часу, що не входять до SI.

## Інші одиниці визначені, але офіційно не санкціоновані
У наступній таблиці перераховані одиниці, які фактично визначені в примітках чи виносках у 9-й брошурі SI. Одиниці, які згадуються без визначення або зустрічаються в історичному матеріалі, записаному в додатках, не включені.
| Назва                            | Позначення | Величина             | В одиницях SI                    |
| -------------------------------- | ---------- | -------------------- | -------------------------------- |
| гал                              | Гал, Gal   | прискорення          | 1 Гал = 1 см⋅с−2 = 0.01 м⋅с−2    |
| універсальна атомна одиниця маси | а.о.м., u  | маса                 | 1 u =1,66053906660(50)×10−27 кг; |
| вольт-ампер реактивний           | вар, var   | реактивна потужність | 1 вар = 1 В⋅А                    |

## Зміни щодо одиниць, згаданих у SI
З публікацією кожного наступного видання брошури SI перелік одиниць, що не належать до SI, наведених у таблицях, змінювався порівняно з попередніми брошурами. У наведеній нижче таблиці порівнюється статус кожної одиниці, для якої він змінювався між випусками брошур SI. 
| Назва                             | Позначення      | 1-а–3-я Брошури SI | 4-а–6-а Брошури SI  | 7-а Брошура SI     | 8-а Брошура SI | 9-а Брошура SI  |
| --------------------------------- | --------------- | ------------------ | ------------------- | ------------------ | -------------- | --------------- |
| астрономічна одиниця              | а.о., au        | прийнято           | не згадано          | прийнято           | прийнято       | прийнято        |
| парсек                            | пк, pc          | прийнято           | не згадано          | не згадано         | не згадано     | не згадано      |
| непер                             | Нп, Np          | не згадано         | не згадано          | прийнято           | у переліку     | прийнято        |
| бел                               | Б, b            | не згадано         | не згадано          | прийнято           | у переліку     | прийнято        |
| децибел                           | дБ, db          | не згадано         | не згадано          | не згадано         | у переліку     | прийнято        |
| універсальна атомна одиниця маси  | а.о.м., u       | прийнято           | прийнято            | прийнято           | прийнято       | лише у виносках |
| дальтон                           | а.о.м., Da      | не згадано         | не згадано          | лише у виносках    | прийнято       | прийнято        |
| природна одиниця (n.u.) швидкості | c0              | не згадано         | не згадано          | не згадано         | у переліку     | не згадано      |
| природна одиниця (n.u.) дії       | ħ               | не згадано         | не згадано          | не згадано         | у переліку     | не згадано      |
| природна одиниця (n.u.) маси      | me              | не згадано         | не згадано          | не згадано         | у переліку     | не згадано      |
| природна одиниця (n.u.) часу      | ħ/(mec02)       | не згадано         | не згадано          | не згадано         | у переліку     | не згадано      |
| атомна одиниця (a.u.) заряду      | e               | не згадано         | не згадано          | не згадано         | у переліку     | не згадано      |
| атомна одиниця (a.u.) маси        | me              | не згадано         | не згадано          | не згадано         | у переліку     | не згадано      |
| атомна одиниця (a.u.) дії         | ħ               | не згадано         | не згадано          | не згадано         | у переліку     | не згадано      |
| атомна одиниця (a.u.) довжини     | a0              | не згадано         | не згадано          | не згадано         | у переліку     | не згадано      |
| атомна одиниця (a.u.) енергії     | Eh              | не згадано         | не згадано          | не згадано         | у переліку     | не згадано      |
| атомна одиниця (a.u.) часу        | ħ/Eh            | не згадано         | не згадано          | не згадано         | у переліку     | не згадано      |
| морська миля                      | M               | тимчасово прийнято | тимчастово прийнято | тимчасово прийнято | у переліку     | не згадано      |
| вузол                             | вуз, kn         | тимчасово прийнято | тимчасово прийнято  | тимчасово прийнято | у переліку     | не згадано      |
| ангстрем                          | Å               | тимчасово прийнято | тимчасово прийнято  | тимчасово прийнято | у переліку     | не згадано      |
| ар                                | a               | тимчасово прийнято | тимчасово прийнято  | тимчасово прийнято | не згадано     | не згадано      |
| гектар                            | га, ha          | тимчасово прийнято | тимчасово прийнято  | тимчасово прийнято | прийнято       | прийнято        |
| барн                              | б, b            | тимчасово прийнято | тимчасово прийнято  | тимчасово прийнято | у переліку     | не згадано      |
| бар                               | бар, bar        | тимчасово прийнято | тимчасово прийнято  | тимчасово прийнято | у переліку     | не згадано      |
| фізична атмосфера                 | атм, atm        | тимчасово прийнято | у переліку          | у переліку         | не згадано     | не згадано      |
| гал                               | Гал, Gal        | тимчасово прийнято | тимчасово прийнято  | у переліку         | у переліку     | лише у виносках |
| кюрі                              | Кі, Ci          | тимчасово прийнято | тимчасово прийнято  | у переліку         | не згадано     | не згадано      |
| рентген                           | Р, R            | тимчасово прийнято | тимчасово прийнято  | у переліку         | не згадано     | не згадано      |
| рад                               | рад, rad        | тимчасово прийнято | тимчасово прийнято  | у переліку         | не згадано     | не згадано      |
| біологічний еквівалент рентгена   | бер, rem        | не згадано         | тимчасово прийнято  | у переліку         | не згадано     | не згадано      |
| ерг                               | ерг, erg        | у переліку         | у переліку          | у переліку         | у переліку     | не згадано      |
| дина                              | дин, dyn        | у переліку         | у переліку          | у переліку         | у переліку     | не згадано      |
| пуаз                              | П, P            | у переліку         | у переліку          | у переліку         | у переліку     | не згадано      |
| стокс                             | Ст, St          | у переліку         | у переліку          | у переліку         | у переліку     | не згадано      |
| максвел                           | Мкс, Mx         | у переліку         | у переліку          | у переліку         | у переліку     | не згадано      |
| гаус                              | Гс, G або Gs    | у переліку         | у переліку          | у переліку         | у переліку     | не згадано      |
| ерстед                            | Е, Oe           | у переліку         | у переліку          | у переліку         | у переліку     | не згадано      |
| фот                               | фот, ph         | у переліку         | у переліку          | у переліку         | у переліку     | не згадано      |
| фемтометр                         | фм, fm          | у переліку         | у переліку          | у переліку         | не згадано     | не згадано      |
| карат                             | кар, ct         | у переліку         | у переліку          | у переліку         | не згадано     | не згадано      |
| торр                              | Торр, Torr      | у переліку         | у переліку          | у переліку         | не згадано     | не згадано      |
| кілограм-сила                     | кгс або кГ, kgf | у переліку         | у переліку          | не згадано         | не згадано     | не згадано      |
| калорія                           | кал, cal        | у переліку         | у переліку          | у переліку         | не згадано     | не згадано      |
| мікрон                            | мкм, μ          | у переліку         | у переліку          | у переліку         | не згадано     | не згадано      |
| ікс-одиниця                       | ікс-од., xu     | у переліку         | у переліку          | не згадано         | не згадано     | не згадано      |
| стильб                            | сб, sb          | у переліку         | у переліку          | не згадано         | не згадано     | не згадано      |
| гамма                             | γ               | у переліку         | у переліку          | у переліку         | не згадано     | не згадано      |
| лямбда                            | λ               | у переліку         | у переліку          | не згадано         | не згадано     | не згадано      |
| янський                           | Ян, Jy          | не згадано         | не згадано          | у переліку         | не згадано     | не згадано      |
| міліметр ртутного стовпа          | мм.рт.ст., mmHg | не згадано         | не згадано          | не згадано         | у переліку     | не згадано      |

У цій таблиці описи статусів мають такі значення:
- «прийнято»: одиницю прийнято для використання із SI.
- «тимчасово прийнято»: одиницю прийнято для використання із SI, але планується її поетапне виведення.
- «у переліку»: одиниця визначена в таблиці одиниць у Брошурі, але не прийнята для використання із SI.
- «лише у виносках»: одиниця визначена у виносці або примітці без згадки в основному тексті.
- «не згадано»: у брошурі немає жодної згадки про одиницю, за винятком історичних додатків.

## Виноски і примітки

### Виноски
1. ↑  Виноска в 9-й брошурі SI дає точне визначення дальтона.
2. ↑  Це одиниця, яка використовується в геодезії та геофізиці для вираження прискорення сили тяжіння.
3. 1 2 3  Універсальна одиниця маси (u) є синонімом одиниці дальтон (Da). У виданні 9 (2019) Брошури SI універсальна одиниця маси більше не вказана як прийнятна для використання з одиницями SI, хоча в примітці зазначено її еквівалентність дальтону. У виданні 8 (2006) обидві назви згадуються паралельно. У виданні 7 (1998) позиція була протилежною позиції у виданні 9. У попередніх виданнях згадувалося лише u
4. ↑  Позначення астрономічної одиниці змінено з ua у 8-й на au у 9-й Брошурі SI.